# Wilgenroosje-verbond
Het wilgenroosje-verbond (Carici piluliferae-Epilobion angustifolii) is een verbond uit de orde van kapvlaktegemeenschappen (Epilobietalia angustifolii). De plantengemeenschappen uit dit verbond zijn typerend voor droge, betrekkelijk voedselarme standplaatsen in bosgebieden waarin door kap, brand of windworp de boomlaag plots verdwijnt.

## Naamgeving en codering
| Epilobion angustifolii Tx. ex Eggler 1952   |
| Epilobion angustifolii Rübel 1933 nom. nud. |
| Epilobion angustifolii Soó 1933 nom. nud.   |

- Frans: Communautés intraforestières mésoacidiphiles à acidiphiles des sols faiblement enrichis en azote
- Duits: Weidenröschen- und Fingerhut-Schläge
- Engels: Herbaceous forest-clearing communities associated with deciduous forests on nutrient-poor soils of central and western Europe
- Syntaxoncode voor Nederland (rVvN): r35Aa

De wetenschappelijke naam Carici piluliferae-Epilobion angustifolii is afgeleid van de botanische namen van twee belangrijke soorten binnen dit verbond, de pilzegge (Carex pilulifera) en het wilgenroosje (Epilobium angustifolia).

## Fysiognomie
Het wilgenroosje-verbond heeft geen duidelijke boom- of struiklaag. De kruidlaag is dominant en bestaat dikwijls uit hoog opschietende, licht- en warmteminnende pioniersoorten, meestal met opvallende roze of gele bloemen.

## Ecologie
Het wilgenroosje-verbond omvat kruidachtige begroeiingen van tijdelijke aard in bosgebieden op voedselarme, droge bodems, gewoonlijk in bossen van het type berken-eikenbos of beuken-eikenbos. Het ontwikkelt zich de eerste jaren na de verstoring en evolueert verder naar een struweel.

## Associaties in Nederland en Vlaanderen
Het wilgenroosje-verbond wordt in Nederland en Vlaanderen vertegenwoordigd door één associatie.
- - wilgenroosje-associatie (Senecioni sylvatici-Epilobietum angustifolii)

## Diagnostische taxa voor Nederland en Vlaanderen
Het wilgenroosje-verbond heeft voor Nederland en Vlaanderen geen specifieke kensoorten.